# Casa Blanca (contea di Jim Wells)
Casa Blanca è una comunità non incorporata degli Stati Uniti d'America della contea di Jim Wells nello Stato del Texas.